# Здроє (Мазовецьке воєводство)
Здроє (пол. Zdroje) — село в Польщі, у гміні Ступськ Млавського повіту Мазовецького воєводства.
Населення — 288 осіб (2011).
У 1975-1998 роках село належало до Цехановського воєводства.

## Демографія
Демографічна структура станом на 31 березня 2011 року:
|          | Загалом | Допрацездатний вік | Працездатний вік | Постпрацездатний вік |
| -------- | ------- | ------------------ | ---------------- | -------------------- |
| Чоловіки | 139     | 25                 | 98               | 16                   |
| Жінки    | 149     | 30                 | 81               | 38                   |
| Разом    | 288     | 55                 | 179              | 54                   |